# Championnat de Finlande de hockey sur glace 2005-2006
Saison précédente Saison suivante
La saison 2005-2006 est la trente-et-unième saison de la SM-Liiga. La saison régulière a débuté le 15 septembre 2005 et s'est conclue le 15 mars 2006 sur la victoire du Kärpät Oulu.
En finale des séries éliminatoires, le HPK Hämeenlinna remporte son premier titre en battant le Ässät Pori 3 matchs à 1.

## Déroulement
Les quatorze équipes de la division élite jouent chacune un total de 56 matchs lors de la saison régulière répartis en quatre confrontations directes avec chacune des autres équipes, deux à domicile et deux à l'extérieur et quatre matchs « bonus ». À l'issue de la saison régulière, les six meilleures équipes sont directement qualifiées pour les séries, les quatre suivantes jouent pour les deux dernières places des playoffs lors de matchs de barrage au meilleur des trois rencontres. La SM-liiga étant une ligue dite « fermée », aucune équipe n'est reléguée dans la division inférieure.

## Saison régulière

### Classement
|    | Équipe             | PJ | V  | VP | DP | D  | BP  | BC  | Diff | Pts |
| -- | ------------------ | -- | -- | -- | -- | -- | --- | --- | ---- | --- |
| 1  | Kärpät Oulu        | 56 | 36 | 4  | 6  | 10 | 180 | 105 | +75  | 122 |
| 2  | HIFK               | 56 | 28 | 10 | 4  | 14 | 180 | 136 | +44  | 108 |
| 3  | HPK Hämeenlinna    | 56 | 28 | 4  | 10 | 14 | 174 | 136 | +38  | 102 |
| 4  | Tappara Tampere    | 56 | 28 | 5  | 8  | 15 | 157 | 129 | +28  | 102 |
| 5  | Ässät Pori         | 56 | 27 | 6  | 4  | 19 | 145 | 123 | +22  | 97  |
| 6  | Ilves Tampere      | 56 | 23 | 9  | 5  | 19 | 144 | 139 | +5   | 92  |
| 7  | SaiPa Lappeenranta | 56 | 23 | 6  | 6  | 21 | 149 | 130 | +19  | 87  |
| 8  | Blues Espoo        | 56 | 23 | 4  | 7  | 22 | 152 | 135 | +17  | 84  |
| 9  | JYP Jyväskylä      | 56 | 20 | 8  | 7  | 21 | 134 | 125 | +9   | 83  |
| 10 | TPS Turku          | 56 | 14 | 11 | 8  | 23 | 119 | 135 | -16  | 72  |
| 11 | Jokerit Helsinki   | 56 | 19 | 4  | 4  | 29 | 149 | 190 | -41  | 69  |
| 12 | Pelicans Lahti     | 56 | 18 | 4  | 5  | 29 | 125 | 171 | -46  | 67  |
| 13 | Lukko Rauma        | 56 | 16 | 3  | 5  | 32 | 121 | 150 | -29  | 59  |
| 14 | KalPa Kuopio       | 56 | 6  | 5  | 4  | 41 | 112 | 237 | -125 | 32  |

### Meilleurs pointeurs
Cette section présente les meilleurs pointeurs de la saison régulière.
| #  | Joueur           | Équipe             | PJ | B  | A  | Pts |
| -- | ---------------- | ------------------ | -- | -- | -- | --- |
| 1  | Tony Salmelainen | HIFK               | 53 | 27 | 28 | 55  |
| 2  | Marko Kivenmäki  | Ässät Pori         | 56 | 19 | 34 | 53  |
| 3  | Steve Kariya     | Blues Espoo        | 56 | 22 | 27 | 49  |
| 4  | Joakim Eriksson  | Blues Espoo        | 56 | 16 | 33 | 49  |
| 5  | Janne Hauhtonen  | HIFK               | 49 | 19 | 27 | 46  |
| 6  | Ville Viitaluoma | SaiPa Lappeenranta | 51 | 18 | 27 | 45  |
| 7  | Jussi Pesonen    | Ilves Tampere      | 54 | 19 | 25 | 44  |
| 8  | Arttu Luttinen   | HIFK               | 56 | 18 | 26 | 44  |
| 9  | Petri Kontiola   | Tappara Tampere    | 56 | 9  | 35 | 44  |
| 10 | Kristian Kuusela | Ässät Pori         | 56 | 26 | 17 | 43  |

### Meilleurs gardiens de but

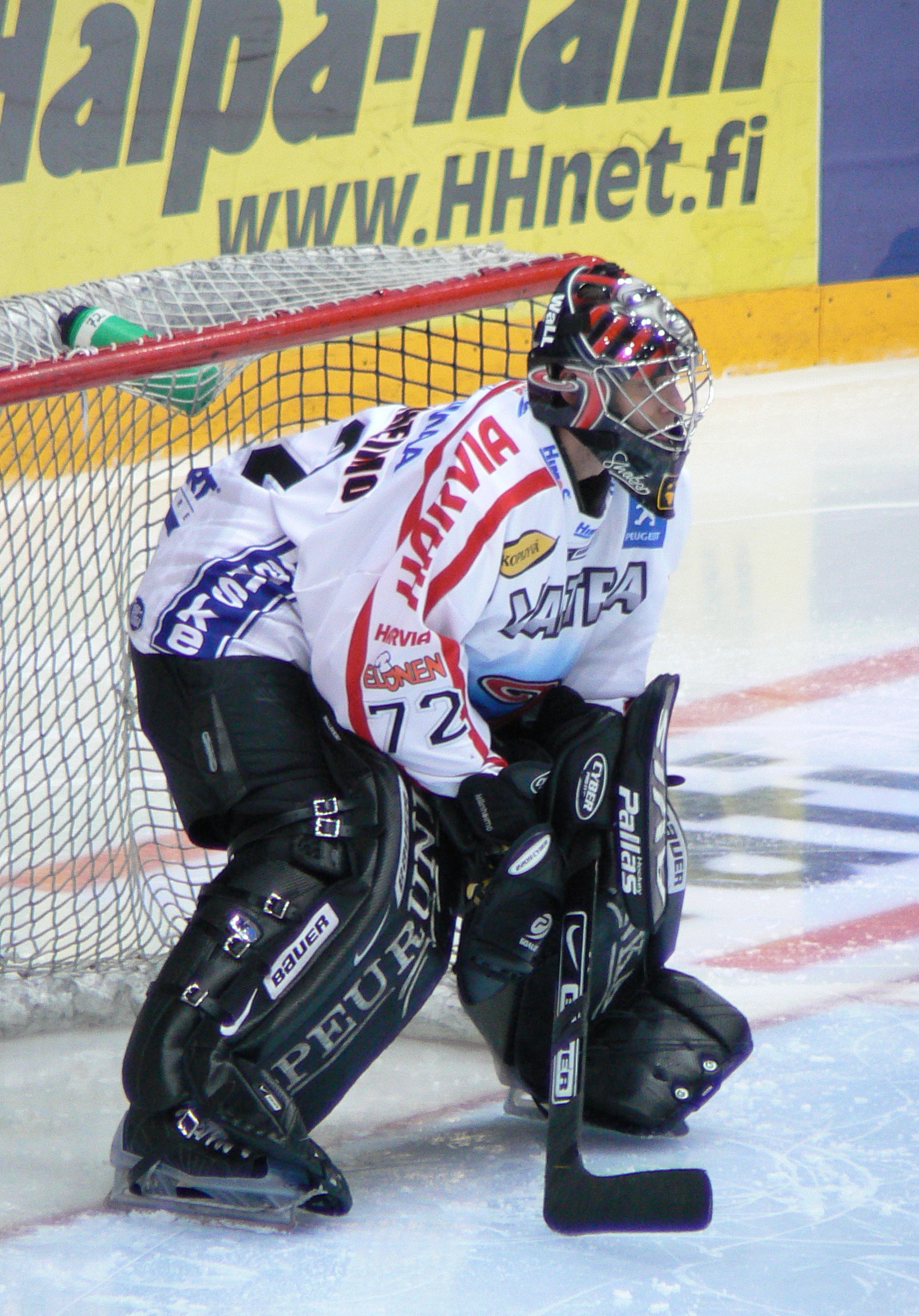
Sinuhe Wallinheimo, gardien du JYP Jyväskylä.

Cette section présente les meilleurs gardiens de la saison régulière, classés en fonction du pourcentage d'arrêts.
| # | Gardien            | Équipe             | PJ | BL | %Arr    |
| - | ------------------ | ------------------ | -- | -- | ------- |
| 1 | Sinuhe Wallinheimo | JYP Jyväskylä      | 45 | 6  | 94,04 % |
| 2 | Niklas Bäckström   | Kärpät Oulu        | 51 | 10 | 93,95 % |
| 3 | Jan Lundell        | HIFK               | 31 | 3  | 93,67 % |
| 4 | Juuso Riksman      | Ässät Pori         | 52 | 9  | 93,49 % |
| 5 | Rob Zepp           | SaiPa Lappeenranta | 44 | 4  | 92,89 % |

## Séries éliminatoires

### Barrages
Au meilleur des trois matchs.
- SaiPa Lappeenranta 2-0 TPS Turku (3-2, 2-3)
- Blues Espoo 2-1 JYP Jyväskylä (3-4, 2-1, 3-2)

### Tableau final
Les quarts de finale se jouent au meilleur des 7 rencontres puis les demi-finales et la finale se jouent au meilleur des 5 matchs.
Le match pour la troisième place se joue en une seule rencontre.
|  | Quarts de finale   | Quarts de finale |             |             | Demi-finales           | Demi-finales |  |  | Finale | Finale |
|  | Quarts de finale   | Quarts de finale |             |             | Demi-finales           | Demi-finales |  |  | Finale | Finale |
|  |                    |                  |             |             |                        |              |  |  |        |        |
|  |                    |                  |             |             |                        |              |  |  |        |        |
|  |                    |                  |             |             |                        |              |  |  |        |        |
|  | Kärpät Oulu        | 4                |             |             |                        |              |  |  |        |        |
|  | Kärpät Oulu        | 4                |             |             |                        |              |  |  |        |        |
|  | Blues Espoo        | 2                |             |             |                        |              |  |  |        |        |
|  | Blues Espoo        | 2                | Kärpät Oulu | 1           |                        |              |  |  |        |        |
|  |                    |                  | Kärpät Oulu | 1           |                        |              |  |  |        |        |
|  |                    | Ässät Pori       | 3           |             |                        |              |  |  |        |        |
|  | Tappara Tampere    | Ässät Pori       | 3           | 2           |                        |              |  |  |        |        |
|  | Tappara Tampere    |                  |             | 2           |                        |              |  |  |        |        |
|  | Ässät Pori         | 4                |             |             |                        |              |  |  |        |        |
|  | Ässät Pori         | 4                | Ässät Pori  | 1           |                        |              |  |  |        |        |
|  |                    |                  | Ässät Pori  | 1           |                        |              |  |  |        |        |
|  |                    | HPK Hämeenlinna  | 3           |             |                        |              |  |  |        |        |
|  | HIFK               | HPK Hämeenlinna  | 3           | 4           |                        |              |  |  |        |        |
|  | HIFK               |                  |             | 4           |                        |              |  |  |        |        |
|  | Saipa Lappeenranta | 2                |             |             |                        |              |  |  |        |        |
|  | Saipa Lappeenranta | 2                | HIFK        | 2           |                        |              |  |  |        |        |
|  |                    |                  | HIFK        | 2           | Match pour la 3e place |              |  |  |        |        |
|  |                    | HPK Hämeenlinna  | 3           |             |                        |              |  |  |        |        |
|  | HPK Hämeenlinna    | HPK Hämeenlinna  | 3           | 4           |                        |              |  |  |        |        |
|  | HPK Hämeenlinna    |                  |             | 4           |                        |              |  |  |        |        |
|  | Ilves Tampere      | 0                |             | Kärpät Oulu | 1                      |              |  |  |        |        |
|  | Ilves Tampere      | 0                |             | Kärpät Oulu | 1                      |              |  |  |        |        |
|  |                    |                  |             |             |                        |              |  |  | HIFK   | 0      |
|  |                    |                  |             |             |                        |              |  |  | HIFK   | 0      |

## Trophées et récompenses
| Kanada-malja : Champion de Finlande                            | HPK Hämeenlinna                 |
| Kultainen kypärä : Meilleur joueur élu par ses pairs           | Tony Salmelainen (HIFK)         |
| Trophée Kalevi-Numminen : Meilleur entraîneur                  | Jukka Jalonen (HPK Hämeenlinna) |
| Trophée Jarmo-Wasama : Meilleur joueur recrue                  | Perttu Lindgren (Ilves Tampere) |
| Trophée Matti-Keinonen : Meilleur ratio +/-                    | Lasse Kukkonen (Kärpät Oulu)    |
| Trophée Raimo-Kilpiö : Joueur le plus fair-play                | Esa Pirnes (Espoo Blues)        |
| Trophée Urpo-Ylönen : Meilleur gardien de but                  | Juuso Riksman (Ässät Pori)      |
| Trophée Pekka-Rautakallio : Meilleur défenseur                 | Lasse Kukkonen (Kärpät Oulu)    |
| Trophée Aarne-Honkavaara : Meilleur buteur                     | Tony Salmelainen (HIFK)         |
| Trophée Veli-Pekka-Ketola : Meilleur pointeur                  | Tony Salmelainen (HIFK)         |
| Trophée Lasse-Oksanen : Meilleur joueur de la saison régulière | Tony Salmelainen (HIFK)         |
| Trophée Jari-Kurri : Meilleur joueur des séries éliminatoires  | Miika Wiikman (HPK Hämeenlinna) |